# Tarsoporosus anchicaya
Espèce
Synonymes
- Tarsoporosus kugleri anchicaya Lourenço & Flórez, 1990

Tarsoporosus anchicaya est une espèce de scorpions de la famille des Diplocentridae.

## Distribution
Cette espèce est endémique du département de Valle del Cauca en Colombie. Elle se rencontre vers Buenaventura.

## Systématique et taxinomie
Cette espèce a été décrite sous le protonyme Tarsoporosus kugleri anchicaya par Lourenço et Flórez en 1990. Elle est élevée au rang d'espèce par Lourenço et Flórez en 1995.

## Étymologie
Son nom d'espèce lui a été donné en référence au lieu de sa découverte, Anchicayá.

## Publication originale
- Lourenço & Flórez, 1990 : Scorpions (Chelicerata) from Colombia. III. The scorpiofauna of pacific region (Choco), with some biogeographic considerations. Amazoniana, vol. 11, no 2, p. 119–133 (texte intégral).